# 234-es busz (Budapest)
A budapesti 234-es jelzésű autóbusz a Nyugati pályaudvar és Békásmegyer, Újmegyeri tér között közlekedett. A vonalat a Budapesti Közlekedési Zrt. és a VT-Arriva üzemeltette. Csak május 1-jétől október 14-éig, hétvégén közlekedett.

## Története
2012. június 2-ától 234-es jelzéssel autóbuszjárat indult hétvégénként Békásmegyer Újmegyeri tértől a Nyugati pályaudvarig. A járat a 134-es menetrendjébe illeszkedett, a Szentlélek tér után a 26-os busz vonalán közlekedett tovább.
2013. augusztus 12-étől a 234-es busz megszűnt. 2013. augusztus 17-étől 226-os jelzéssel új járat közlekedik a Nyugati pályaudvar és az Óbudai-sziget között.

## Útvonala
| Békásmegyer, Újmegyeri tér felé | Nyugati pályaudvar felé |
| --- | --- |
| Nyugati pályaudvar M vá. – Szent István körút – Margit híd – Margitsziget – Árpád híd – Flórián tér – Szentendrei út – Czetz János köz – Czetz János utca – Mátyás király út – Batthyány utca – Madzsar József utca – Juhász Gyula utca – Hatvany Lajos utca – Békásmegyer, Újmegyeri tér vá. | Békásmegyer, Újmegyeri tér vá. – Hatvany Lajos utca – Juhász Gyula utca – Madzsar József utca – Pünkösdfürdő utca – Batthyány utca – Szent István utca – Szentendrei út – Mátyás király út – Czetz János utca – Czetz János köz – Szentendrei út – Flórián téri felüljáró – Árpád híd – Margitsziget – Margit híd – Árpád fejedelem útja – Bem rakpart – Gyóni Géza tér – Margit híd – Szent István körút – Nyugati pályaudvar M vá. |

## Megállóhelyei
| 0  | Nyugati pályaudvar M                         | 43 | 26, 91, 109, 191, 291 72, 73 4, 6 Budapest-Nyugati                           |
| 3  | Jászai Mari tér                              | 40 | 26, 91, 109, 191, 291 75, 76 2, 4, 6                                         |
| ∫  | Margit híd, budai hídfő H                    | 35 | 26, 86, 91, 109, 160, 191, 260, 291 4, 6, 17                                 |
| ∫  | Margit híd, budai hídfő H                    | 34 | 26, 86, 91, 109, 160, 191, 260, 291 4, 6, 17                                 |
| 4  | Szigeti bejáró                               | 32 | 26 4, 6                                                                      |
| 5  | Hajós Alfréd uszoda                          | 31 | 26                                                                           |
| 6  | Parkmozi köz                                 | 30 | 26                                                                           |
| 7  | Palatinus strand                             | 29 | 26                                                                           |
| 8  | Szabadtéri Színpad                           | 28 | 26                                                                           |
| 9  | Szállodák (Hotels)                           | 27 | 26                                                                           |
| 10 | Zenélőkút                                    | ∫  | 26                                                                           |
| 13 | Szentlélek tér H                             | 22 | 29, 34, 106, 118, 134, 137, 218, 237 1                                       |
| 14 | Flórián tér                                  | ∫  | 29, 34, 86, 106, 109, 118, 134, 137, 218, 237 1 800, 801, 805, 820, 830, 840 |
| 15 | Raktár utca                                  | 20 | 34, 86, 106, 109, 118, 134                                                   |
| 16 | Bogdáni út                                   | 19 | 34, 86, 106, 109, 118, 134                                                   |
| 18 | Kaszásdűlő H                                 | 17 | 34, 106, 134                                                                 |
| 20 | Záhony utca                                  | 16 | 34, 106, 134                                                                 |
| 21 | Aquincum H                                   | 14 | 34, 106, 134                                                                 |
| 22 | Római tér                                    | ∫  | 34, 106, 134                                                                 |
| 24 | Rómaifürdő H                                 | ∫  | 34, 134                                                                      |
| 25 | Czetz János köz (↓) Szentendrei út (↑)       | 12 | 34, 134                                                                      |
| 26 | Attila utca                                  | 11 | 134                                                                          |
| 26 | Pozsonyi utca (↓) Huba utca (↑)              | 10 | 134                                                                          |
| 27 | Mátyás király út (↓) Czetz János utca (↑)    | 9  | 134                                                                          |
| 28 | Bercsényi utca                               | 8  | 134                                                                          |
| ∫  | Mátyás király út                             | 7  | 134, 160                                                                     |
| 30 | Szent István utca                            | 5  | 134                                                                          |
| 31 | Pünkösdfürdő utca                            | 5  | 34, 134, 143, 160, 186                                                       |
| 32 | Békásmegyer H                                | 4  | 34, 134, 143, 160, 186, 204                                                  |
| 33 | Hímző utca                                   | 3  | 134                                                                          |
| 34 | Hatvany Lajos utca (↓) Juhász Gyula utca (↑) | 2  | 134                                                                          |
| 35 | Bálint György utca                           | 1  | 134                                                                          |
| 36 | Békásmegyer, Újmegyeri tér végállomás        | 0  | 34, 134                                                                      |

## Külső hivatkozások
- A 234-es utolsó menetrendje Békásmegyer, Újmegyeri tér felé a bkv.hu-n. [2013. március 13-i dátummal az eredetiből archiválva]. (Hozzáférés: 2016. január 25.)
- A 234-es utolsó menetrendje Nyugati pályaudvar felé a bkv.hu-n. [2013. március 13-i dátummal az eredetiből archiválva]. (Hozzáférés: 2016. január 25.)
- hvg.hu: Új busz Budapesten: szombattól jár a 234-es, 2012. május 31. (Hozzáférés: 2016. január 25.)
- bkk.hu: 226-os jelzéssel új autóbuszjárat indul és módosul a 134-es autóbusz hétvégi menetrendje, 2012. május 31. [2016. január 7-i dátummal az eredetiből archiválva]. (Hozzáférés: 2016. január 25.)